# Arman
Arman (17. listopadu 1928 Nice – 22. října 2005 New York), vlastním jménem Armand Pierre Fernandez, byl francouzsko-americký výtvarný umělec, řazený k novému realismu. Mezi lety 1946 do 1960 vytvářel své akumulace (hromadění), v nichž v jednom objektu shromáždil množství nejrůznějších předmětů. Je dobře znám také protikladným přístupem k umění – dekompozicemi či destrukcemi objektů.